# Timwoodiellina natans
Timwoodiellina natans is een mosdiertjessoort uit de familie van de Natanellidae. De wetenschappelijke naam van de soort is, als Hislopia natans, voor het eerst geldig gepubliceerd in 2006 door Wood.